# Wereldkampioenschappen schaatsen afstanden 2019 - 1000 meter vrouwen
De 1000 meter vrouwen op de wereldkampioenschappen schaatsen afstanden 2019 werd gereden op zaterdag 9 februari 2019 in het ijsstadion Max Aicher Arena in Inzell.
Heather Bergsma was de regerend wereldkampioen, maar was intussen gestopt met schaatsen en reed deze editie dus niet mee.

## Statistieken

### Uitslag[1]
| #      | Naam                   | Land             | Tijd    |
| ------ | ---------------------- | ---------------- | ------- |
| Goud   | Brittany Bowe          | Verenigde Staten | 1.13,41 |
| Zilver | Vanessa Herzog         | Oostenrijk       | 1.14,38 |
| Brons  | Nao Kodaira            | Japan            | 1.14,44 |
| 4      | Miho Takagi            | Japan            | 1.14,58 |
| 5      | Jutta Leerdam          | Nederland        | 1.14,63 |
| 6      | Antoinette de Jong     | Nederland        | 1.14,70 |
| 7      | Jekaterina Sjichova    | Rusland          | 1.14,88 |
| 8      | Sanneke de Neeling     | Nederland        | 1.14,95 |
| 9      | Olga Fatkoelina        | Rusland          | 1.15,09 |
| 10     | Li Qishi               | China            | 1.15,55 |
| 11     | Daria Katsjanova       | Rusland          | 1.15,64 |
| 12     | Heather McLean         | Canada           | 1.15,66 |
| 13     | Gabriele Hirschbichler | Duitsland        | 1.15,85 |
| 14     | Kim Hyun-yung          | Zuid-Korea       | 1.15,88 |
| 15     | Kimi Goetz             | Verenigde Staten | 1.15,88 |
| 16     | Natalia Czerwonka      | Polen            | 1.15,91 |
| 17     | Zhao Xin               | China            | 1.16,27 |
| 18     | Maki Tsuji             | Japan            | 1.16,29 |
| 19     | Hege Bøkko             | Noorwegen        | 1.16,34 |
| 20     | Noemi Bonazza          | Italië           | 1.16,50 |
| 21     | Huang Yu-ting          | Chinees Taipei   | 1.17,36 |
| 22     | Jin Jingzhu            | China            | 1.17,42 |
| 23     | Anne Gulbrandsen       | Noorwegen        | 1.18,48 |
| 24     | Jekaterina Ajdova      | Kazachstan       | 1.54,81 |

### Loting[2]
| Rit | Binnenbaan        | Buitenbaan             |
| --- | ----------------- | ---------------------- |
| 1   | Huang Yu-ting     | Sanneke de Neeling     |
| 2   | Anne Gulbrandsen  | Noemi Bonazza          |
| 3   | Kim Hyun-yung     | Gabriele Hirschbichler |
| 4   | Kimi Goetz        | Heather McLean         |
| 5   | Zhao Xin          | Jin Jingzhu            |
| 6   | Hege Bøkko        | Antoinette de Jong     |
| 7   | Natalia Czerwonka | Maki Tsuji             |
| 8   | Jekaterina Ajdova | Li Qishi               |
| 9   | Jutta Leerdam     | Jekaterina Sjichova    |
| 10  | Miho Takagi       | Olga Fatkoelina        |
| 11  | Brittany Bowe     | Nao Kodaira            |
| 12  | Daria Katsjanova  | Vanessa Herzog         |

1996 · 
1997 · 
1998 · 
1999 · 
2000 · 
2001 · 
2003 · 
2004 · 
2005 · 
2007 · 
2008 · 
2009 · 
2011 · 
2012 · 
2013 · 
2015 · 
2016 · 
2017 · 
2019 · 
2020 · 
2021 · 
2023 · 
2024 · 
2025